# Cape Town Stadium
Green Point Stadium w Kapsztadzie, w Południowej Afryce jest stadionem wybudowanym dla MŚ 2010. Podczas etapu planowania stadion nazywano African Renaissance Stadium.

## Stadion iMŚ 2010
stadion znajduje się w Green Point (zielonym punkcie), między Signal Hill a Oceanem Atlantyckim, blisko centrum Kapsztadu i niedaleko Victoria & Alfred Waterfront popularna dzielnica turystyczno-zakupowa. Stadion ma pojemność 68 000 kibiców, obiekt jest połączony nabrzeżną nowo budowaną drogą, i jest otoczony przez 60 hektarowy miejski park. Polskim akcentem na stadionie są krzesełka wyprodukowane i dostarczone przez polską markę Forum Seating należącą do krośnieńskiej Grupy Nowy Styl.
Podczas MŚ 2010 na stadionie rozegrane zostały następujące mecze: 5 meczów pierwszej rundy, 1 mecz drugiej rundy, 1 ćwierćfinał i 1 półfinał.

## Poprzedni stadion

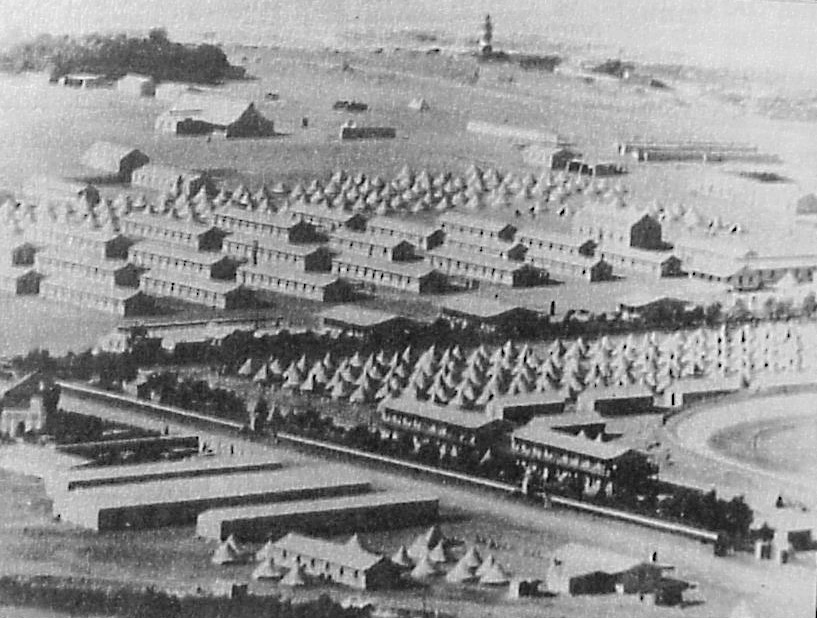
Obozy koncentracyjne Green Point podczas Wojny burskiej

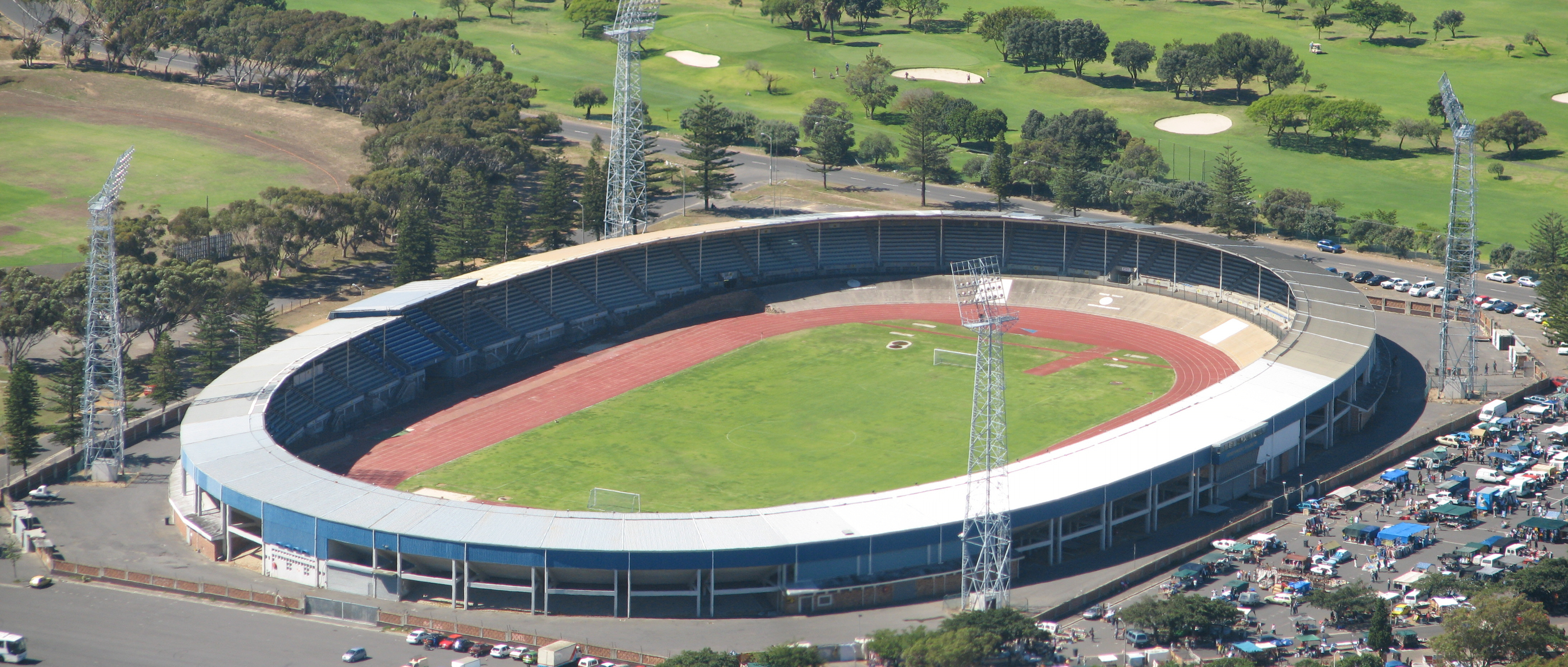
Stary Gren Point Stadium przed rozbiórką

Green Point Stadium zastąpił stary 18-tysięczny stadion pod tą samą nazwą. Poprzedni stadion, który został zburzony w 2007 roku był wielofunkcyjnym obiektem używanym głównie dla meczów klubów Santos Football Club i Ajax Cape Town. Stadion również gościł koncerty takich muzyków jak Michael Jackson, U2, Metallica, Paul Simon, Robbie Williams oraz w 2003 Koncert 46664 pamięci zmarłym na AIDS.

## Projekt stadionu
Stadion był w stanie pomieścić 68 000 miejsc podczas MŚ 2010, a 55 000 miejsc będzie stałych, po mistrzostwach 15 000 miejsc zostanie zdemontowanych. Architektura stadionu skupia się na zewnętrznym jak wewnętrznym wyglądzie, tak żeby rzucała się w oczy turystów, jak i mieszkańców Kapsztadu. Zewnętrzny wygląd w dużej mierze przypomina zamiatającą sylwetkę, dach przypomina górę stołową, a fasada wykonana jest z sieci włókna szklanego.
Nad boiskiem jest zawieszony element podobny do samolotu, który ma skupiać uwagę od dołu boiska. Dach linowy jest wykonany w podobny sposób, co fasada stadionu, dzięki czemu światło słoneczne dostaje się we wszystkie części stadionu, niektóre elementy dachu są kolorowe będzie to dawało większy efekt kolorystyczny w wewnątrz stadionu. Ponadto dach spełnia funkcję membrany przeciwdźwiękowej, która będzie tłumić nadmierny hałas podczas meczów.
Stadion posiada siedem głównych poziomów, pełniących następujące funkcje:
- Poziom 0: Szatnie dla drużyn, recepcja VIP, (najniższy poziom parking samochodowy), punkty medyczne, posterunek policji oraz pomieszczenia dla odpadów.
- Poziom 1: Pomieszczenia medialne, studia radiowe i telewizyjne, pomieszczenia biurowe FIFA i personelu.
- Poziom 2: Plac publiczny Główna hala, kontrola biletowa, wejścia dla kibiców na trybunę Nr.1 i 2, przejścia dla inwalidów, sklepy, strefa powitalna dla VIP-ów.
- Poziom 3: Niższy poziom, klub biznesowy, pomieszczenia bezpieczeństwa i biura policyjne, powierzchnie magazynowe, niewielkie kuchnie spożywcze.
- Poziom 4: Wyższy poziom, klub biznesowy, większe kuchnie spożywcze, biura administracji stadionowej.
- Poziom 5: Poczekalnie VIP i prywatne zarezerwowane boksy.
- Poziom 6: Górna hala, kontrola biletowa, przejścia dla kibiców na trybunę nr 3.

## Możliwe wykorzystanie po mistrzostwach świata
Po MŚ 2010 stadion jest używany przeważnie dla piłki nożnej i dla ligi rugby union.
W połowie 2006 roku poinformowano, że klub Western Province Rugby Union może zostać dzierżawcą stadionu po MŚ 2010. Doradcy miasta Kapsztad początkowo proponowali Zachodniej Prowincji, by na Green Point Stadium grały lokalne zespoły piłkarskie Ajax Kapsztad i Santos. Jest też możliwość by na stadion wprowadził się zespół rugby Stormers. Western Province Rugby Union postanowiło, że nie będą używać stadionu, i poprosili miasto żeby przekazało im stadion przy Newlands.
Obecnie postanowiono, że stadion i park będą używane jako miejsca zgromadzenia lub nauczania i rekreacji.
W sierpniu 2008 roku zostało ogłoszone że SAIL/Stade de France będzie operatorem Green Point Stadium. Oczekuje się, że nowy operator będzie całkowicie odpowiedzialny i kompetentny w zarządzaniu stadionem. Konsorcjum Stade de France z powodzeniem zarządza i obsługuje 80-tysięczny Stade de France w Paryżu na jego koncie są takie imprezy sportowe jak- MŚ 1998, MŚ 2003 i Mistrzostwa Świata IRB rugbe 2007.